# William Browne (Dichter)
William Browne, auch William Browne of Tavistock, (* um 1590 in Tavistock (Devon); † um 1645) war ein englischer Dichter von Schäferdichtungen. 
Browne studierte in Oxford (Exeter College) und war ab 1611 Jurist am Inner Temple. Er war zweimal verheiratet. 1624 kehrte er als Tuto von Robert Dormer (später Earl of Carnarvon) an das Exeter College zurück und erhielt einen M.A. Später war er in Wilton, wo ihn die Familie Herbert patronierte. Er lebte bei Dorking (Surrey). Weder in Dorking noch in Horsham gibt es Einträge über sein Begräbnis, wohl aber für einen William Browne in Tavistock am 27. März 1643.
Der erste und zweite Teil seines Hauptwerks Britannia’s Pastorals erschien 1613 und 1616, der unvollendete dritte Teil erschien erst 1852 (das Manuskript fand sich in der Bibliothek der Kathedrale von Salisbury). Der zweite Teil ist William Herbert, 3. Earl of Pembroke, gewidmet. Er trug auch zu The Shepherd’s Pipe (1614) bei und ein Maskenspiel von ihm (The Inner Temple Masque) erschien in der Ausgabe seiner Werke 1772 (3 Bände, Herausgeber Thomas Davies). 
Gedichte von ihm wurden in das Oxford Book of English Verse aufgenommen.